# Jacobo Fúcar

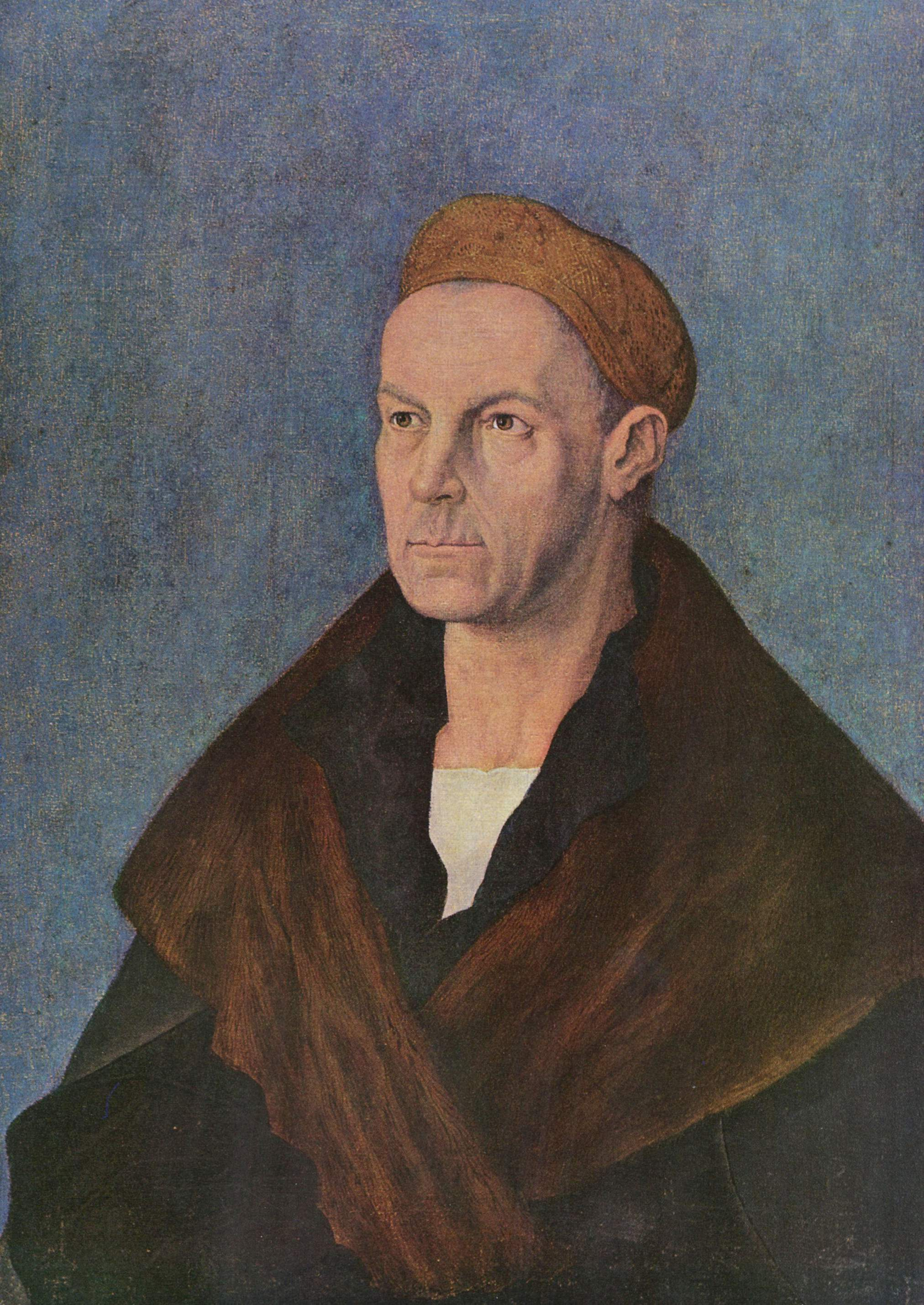
Jacobo Fúcar, en una pintura de Alberto Durero (de 1518).

Jacobo Fúcar (en alemán: Jakob Fugger; 6 de marzo de 1459 en Augsburgo—30 de diciembre de 1525 ibidem), apodado «el Rico», ocasionalmente «el Joven» y también «Jacobo II»; fue el banquero y comerciante más rico y conocido de Europa en su tiempo.
Nació en el seno de la familia de comerciantes Fúcar de Augsburgo, que en pocos años llegaría a ser una de las primeras empresas del capitalismo temprano. Su habilidoso aprovechamiento de los recursos naturales consiguieron para su empresa el monopolio del mercado del cobre en Europa y plantaron los cimientos del reconocimiento internacional y la riqueza de la empresa familiar Fúcar.
Entre sus clientes bancarios estaban la alta nobleza, las casas reales europeas y la Iglesia católica. Subvencionó guerras y elecciones de reyes, asegurando así a sus negocios un rápido crecimiento y ejerciendo mediante la financiación un influjo político considerable. Su fortuna se debe a que era cobrador de impuestos, que para los patrones actuales alcanzaría una cantidad apenas imaginable, le granjeó el sobrenombre de «el Rico».

## Vida

### Ascendencia y juventud

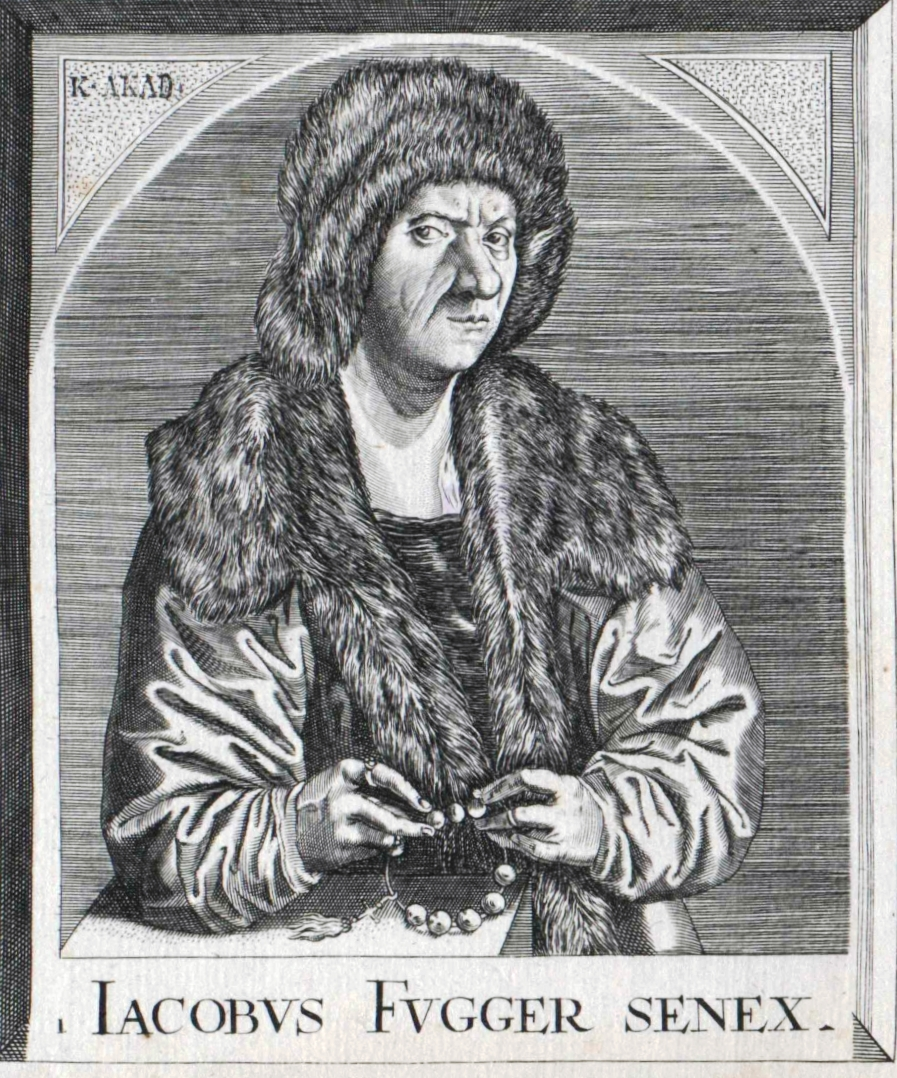
El padre, Jacobo Fúcar «el Viejo».

Jacobo Fúcar fue el noveno de diez hijos de Jacobo Fúcar el Viejo (1398–1469) y su esposa Barbara Bäsinger (1419–1497), hija del maestro acuñador Franz Bäsinger. 
Los Fúcares, la segunda generación que vivía en Augsburgo, eran prósperos comerciantes con prestigio en la ciudad. De procedencia humilde, pues era hijo de un tejedor, Jacobo Fúcar el viejo consiguió, ocho años antes de su muerte, ser uno de los doce hombres más ricos de Augsburgo.
Los hermanos mayores, Ulrich, Georg, Andreas, Johann (Hans) y Peter aprendieron desde muy jóvenes el arte del comercio junto a su padre. La sucesión en los negocios de la familia parecía asegurada con los cinco hermanos mayores, así que los padres decidieron que Markus y su hermano Jakob, los más jóvenes, debían seguir una carrera clerical.
Ambos fueron educados en un monasterio y Jacob fue nombrado pronto canónigo en el monasterio franciscano de Herrieden, mientras ocurrían muchas vicisitudes a los gerentes del negocio familiar. Sus hermanos Andreas y Hans murieron durante su aprendizaje en Venecia a causa de una fiebre en la década de 1460. En 1469 falleció su padre y en 1473 Peter Fugger, el cabeza de la rama de Núremberg de la familia. Como en 1478 murió también su hermano Markus, que entonces manejaba los intereses de la familia en Roma, y Ulrich quedó como cabeza de familia, su hermano Jakob volvió del monasterio para ocuparse de los negocios.

### Aprendizaje

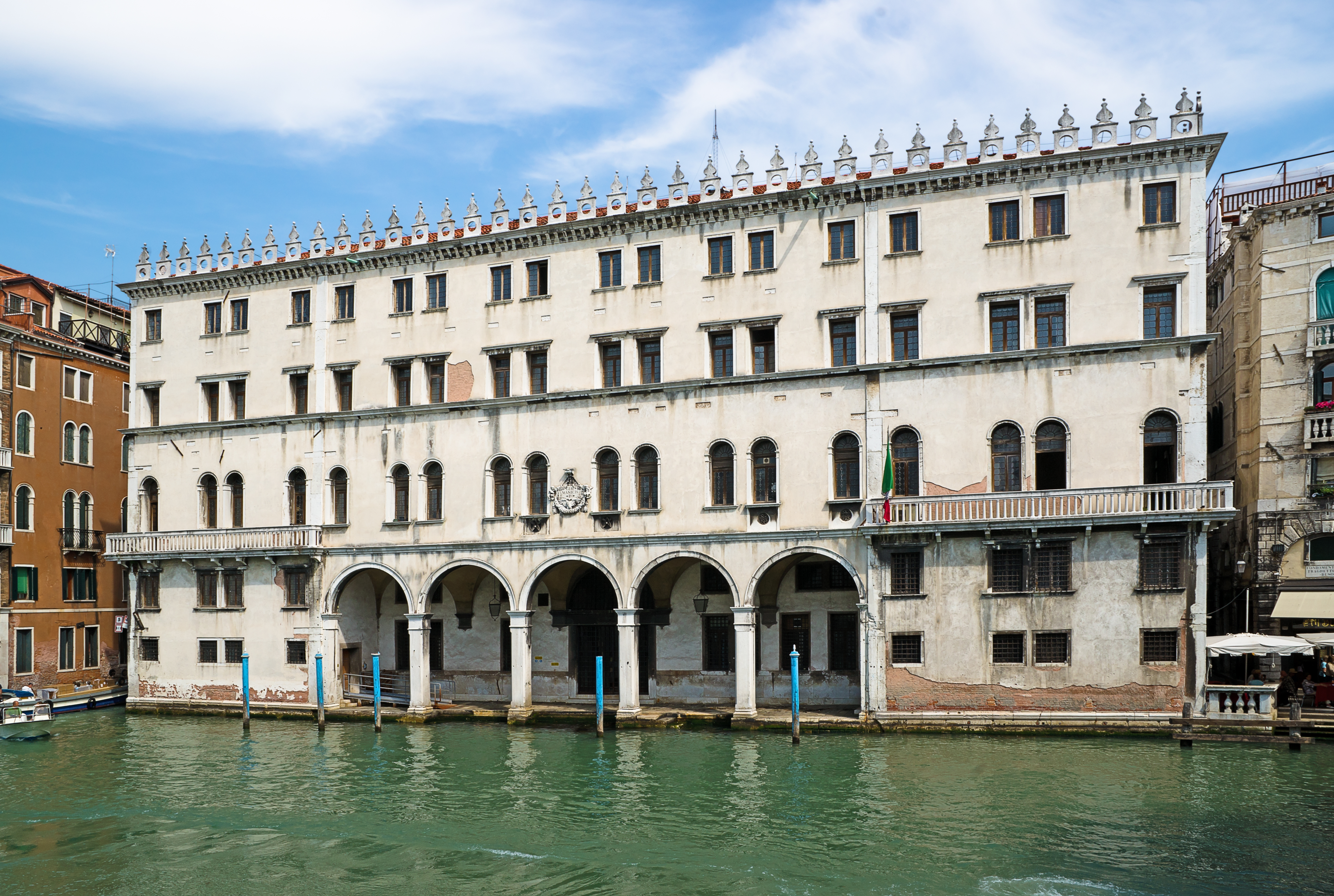
El Fondaco dei Tedeschi en Venecia.

Procedente de la educación religiosa, Jacob, hasta ese momento, había recibido una instrucción sobre los negocios muy mediocre. De hecho era completamente ignorante en lo referente al funcionamiento de los negocios y sus particularidades. Su primer año de aprendizaje lo pasó en Italia en los importantes centros de negocio de Roma, Venecia y Florencia. En el Fondaco dei Tedeschi, las oficinas alemanas en Venecia, aprendió la nueva contabilidad por partida doble, tuvo contactos junto con su hermano Ulrich con los Médici y la Santa Sede y conoció de primera mano las sutiles conexiones comerciales entre los comerciantes, los príncipes y la iglesia. Desde esta estancia en Italia firmó sus cartas comerciales con el nombre de «Jacobo».
Durante los años siguientes se dedicó a su formación. Mientras sus hermanos Ulrich y Georg llevaban la empresa paterna y la filial de Núremberg respectivamente, Jacobo se encontraba de viaje. Conoció todos los establecimientos de la familia Fúcar, desde Amberes hasta Buda (la actual Budapest) e introdujo las técnicas modernas de contabilidad en las cuentas de los Fúcares.

### Gerente de una rama
Sus primeras actividades en los negocios se desarrollaron en el mercado de los metales nobles, que en su opinión tenía un gran futuro. Los trabajadores autónomos de las minas de plata de Salzburgo, que tenían necesidades constantes de capital, le tomaron dinero prestado. Jacobo Fúcar expendió boletos de deuda—una práctica habitual—pero pidió participaciones en la minería con las que pudo introducirse en los negocios mineros del valle de Gastein y Schadming que le vendían la plata a los Fúcares, eliminando así los intermediarios.
La prosperidad de su primer negocio le dio seguridad y a partir de 1485 asumió la dirección de la factoría de Innsbruck y dirigió su atención hacia varias minas productivas de plata del Tirol. El archiduque Segismundo gobernaba la rica zona minera de Schwaz y tenía como único propietario de las regalías a un arrendatario minero privado, que le daba a cambio a Segismundo una parte del usufructo. Aunque esta asociación le reportaba ganancias al archiduque (que para la norma de aquella época eran enormes), siempre se encontraba corto de fondos. Su derrochadora corte mantenía a 40 hijos bastardos y una intensa actividad constructora, lo cual hacía que tuviera que pedir préstamos continua e inevitablemente. Finalmente tuvo que pagar una indemnización de 100.000 florines a causa de una guerra con Venecia y Jacobo Fúcar fue su prestamista por primera vez. En 1488 la deuda del archiduque con Fúcar ascendía a más de 150.000 florines. El método de pago elegido fue notable. Fúcar pagaría el dinero, no al propio príncipe, sino directamente a los acreedores. La casa real, los artesanos y los soldados del archiduque recibirían su dinero directa y puntualmente de Fúcar, que en contrapartida recibiría, además de las deudas del archiduque, sus garantías sobre los altos funcionarios, y especialmente sobre las ricas concesiones mineras del Tirol. De esta manera obtuvo las conexiones necesarias que le permitieron conseguir poco después el monopolio sobre la plata del Tirol para la familia Fúcar. En consecuencia, los Fúcares pasaron a comprar el marco de plata a cinco florines y revenderlo a ocho en la casa de la moneda de Hall in Tirol. En la casa de la moneda, que también estaba a cargo de Jacobo, duplicaba su valor al alearlo con cobre.

### Asociación con Maximiliano I

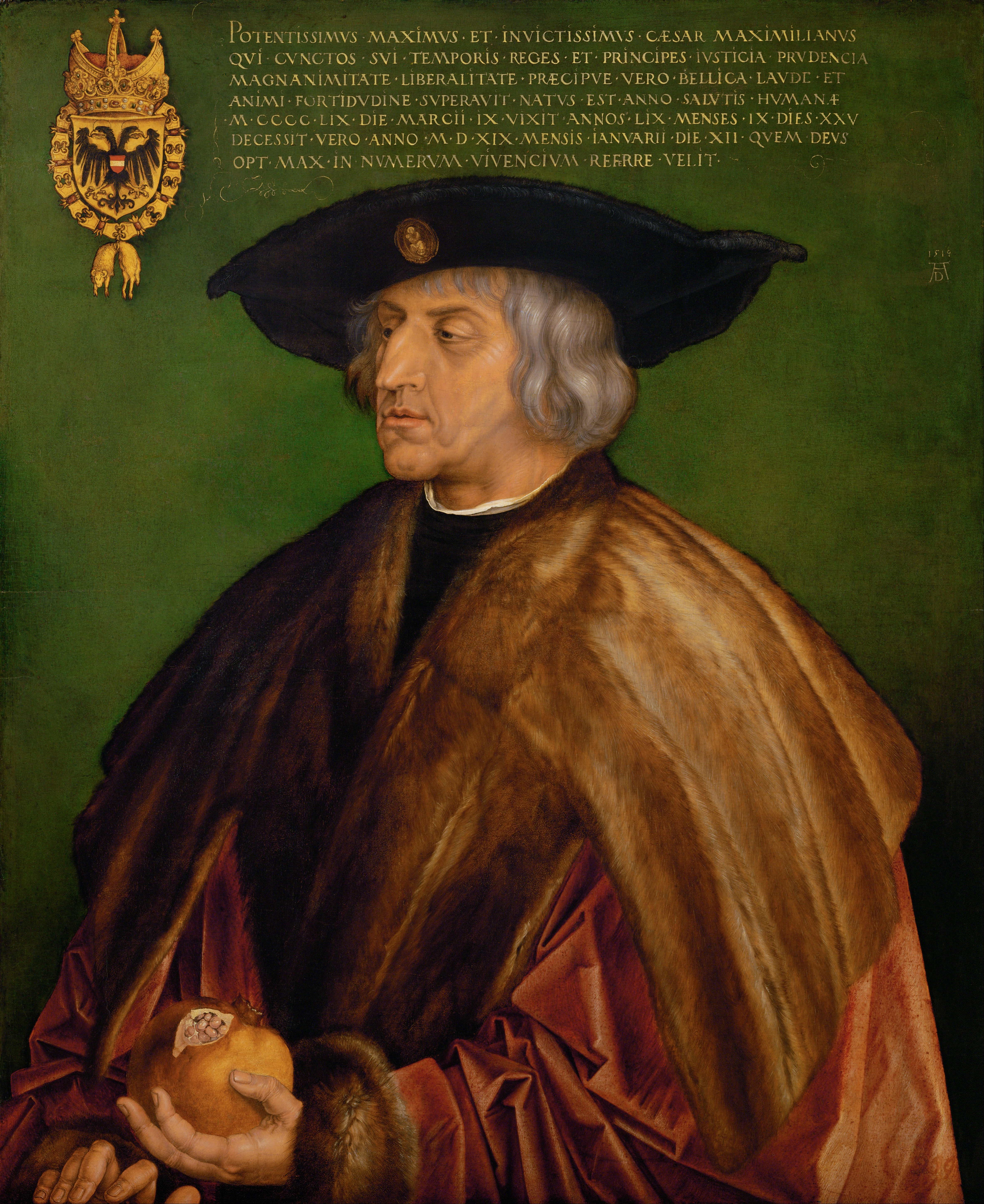
Jacobo Fúcar fue el banquero y consejero de Maximiliano I.

La arriesgada, pero también extremadamente lucrativa, asociación de los Fúcares con Maximiliano I es sin duda atribuible a Jacobo. Con su apoyo la casa de los Habsburgo fue la dinastía dominante en el futuro del Sacro Imperio.
Jacobo Fúcar se encontró con el joven Kaiser por primera vez en 1489 en la Feria de Fráncfort. En esa época su plan concerniente al ducado del Tirol ya estaba acordado con el canciller del rey Johann Waldner. El 16 de marzo de 1490 el duque Segismundo de Austria y los estados tiroleses se reunieron, y no fue una coincidencia que Maximiliano I estuviese presente. Ante la presión del concilio, que le acusó de mal gobernante, Segismundo tuvo que abdicar en favor de Maximiliano, con lo que pasaron a este último todos los créditos del príncipe.
De esta forma fueron los Fúcares unos de los prestamistas más importantes de Maximiliano, que tras la muerte de su padre Federico III le sucedería como Emperador del Sacro Imperio. En comparación con el duque Segismundo, Maximiliano gastaba mucho más. «El último caballero» como se le conocía, también recibía el apelativo de «el peor cabeza de la casa de los Habsburgo y derrochador hasta los bordes de la locura». En consecuencia, la sociedad entre el hábil banquero y el príncipe siempre necesitado de financiación era idónea.
El 15 de julio de 1507 empeñó a Jacobo Fúcar el condado de Kirchberg, la ciudad de Weißenhorn y los señoríos de Senden, Pfaffenhofen an der Roth, así como otras posesiones de los Habsburgo en Austria Anterior.
En los pocos años siguientes Jacobo Fúcar se volvió un prestamista indispensable para el emperador. Para no depender demasiado de una sola persona, procuró obtener dinero de otros hombres de negocios, de lo que estaba enterado Jacobo. Con la amenaza de cobrar los créditos de repente, y dejándole fuera así de la lucrativa asociación en el Tirol, forzó al emperador a abandonar las negociaciones y convirtiéndose en los años siguientes en el único prestamista de importancia del emperador.

### Casa de comercio de los hermanos Fúcar

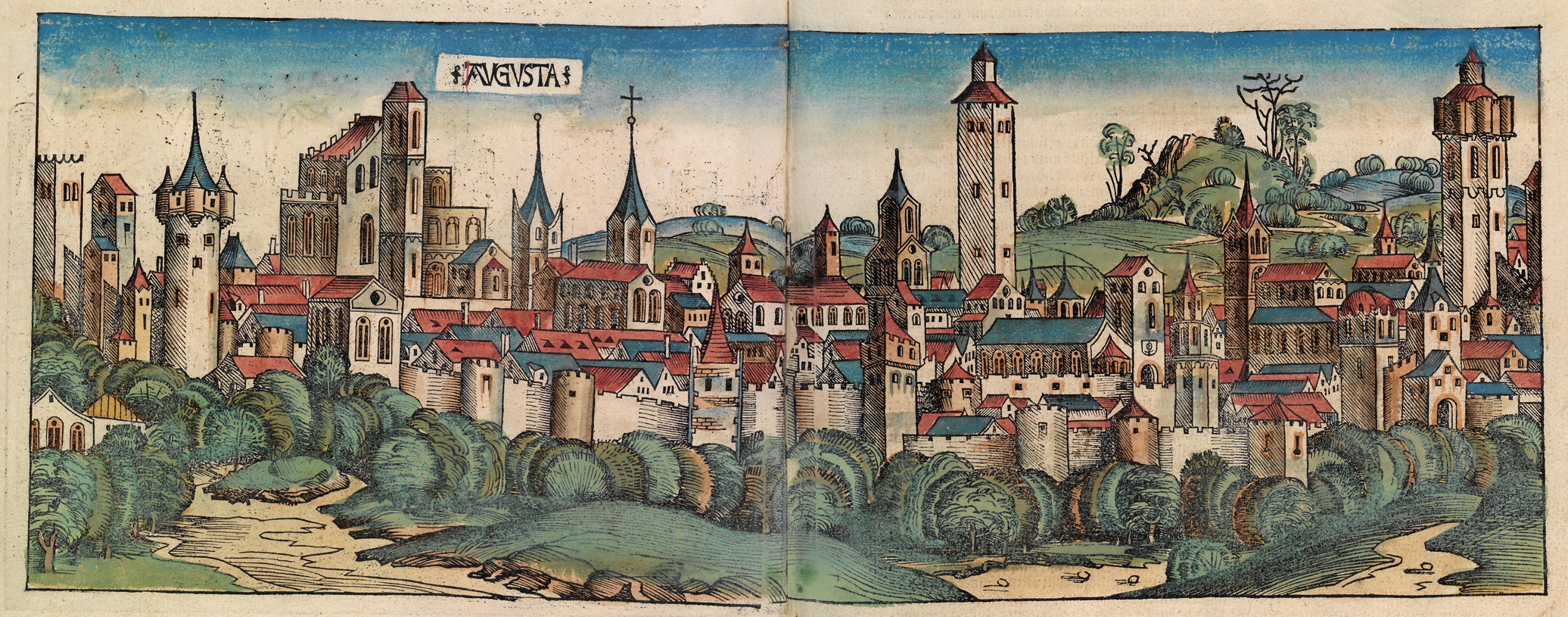
Augsburgo en 1493. Ilustración de Las Crónicas de Núremberg.

Con el empuje de Jacobo la empresa se convirtió en una de las primeras sociedades colectivas de Europa. Por esa época se cambió su nombre a Ulrich Fugger und Gebrüder von Augsburg (Ulrich Fugger y hermanos de Augsburgo) y se dio igual estatus a los tres hermanos en todas las cuestiones de la empresa. Jacobo fue muy influyente en la empresa. De él procedían los beneficios de la plata del Tirol, que fueron—solo en el periodo de 1487 a 1494—de aproximadamente 400.000 florines así que el hermano menor asumió cada vez más responsabilidades.

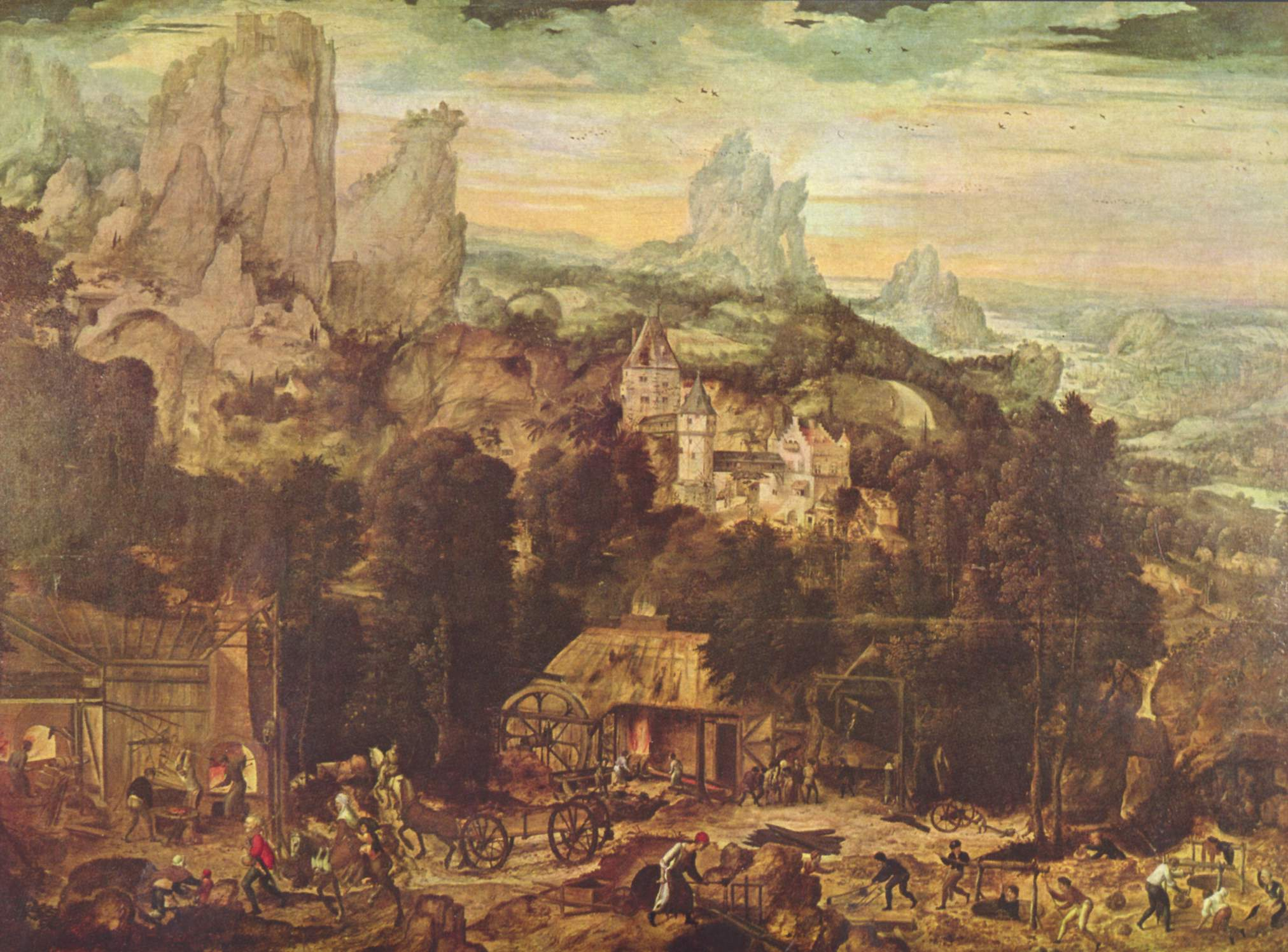
Minas de cobre de mediados del (Herri met de Bles).

En los años siguientes sería particularmente la minería lo que le proporcionó mayores beneficios. Como garantía de los préstamos que concedía al emperador y a otros señores, pedía que se le concedieran derechos de explotación o prospección mineros. De esta manera consiguió finalmente para los Fúcares el monopolio de la minería de plata en Europa.
En asociación con Janos Thurzó, con el que fundó el «Ungarischen Handel», Fúcar controló las minas del norte de Hungría, Moravia y Silesia y adquirió todas las minas de los territorios bajo control del Emperador Maximiliano, alcanzando el monopolio fáctico sobre el comercio de cobre. Adicionalmente invirtió en la industria del hierro en Austria y Hungría.

### Matrimonio y familia

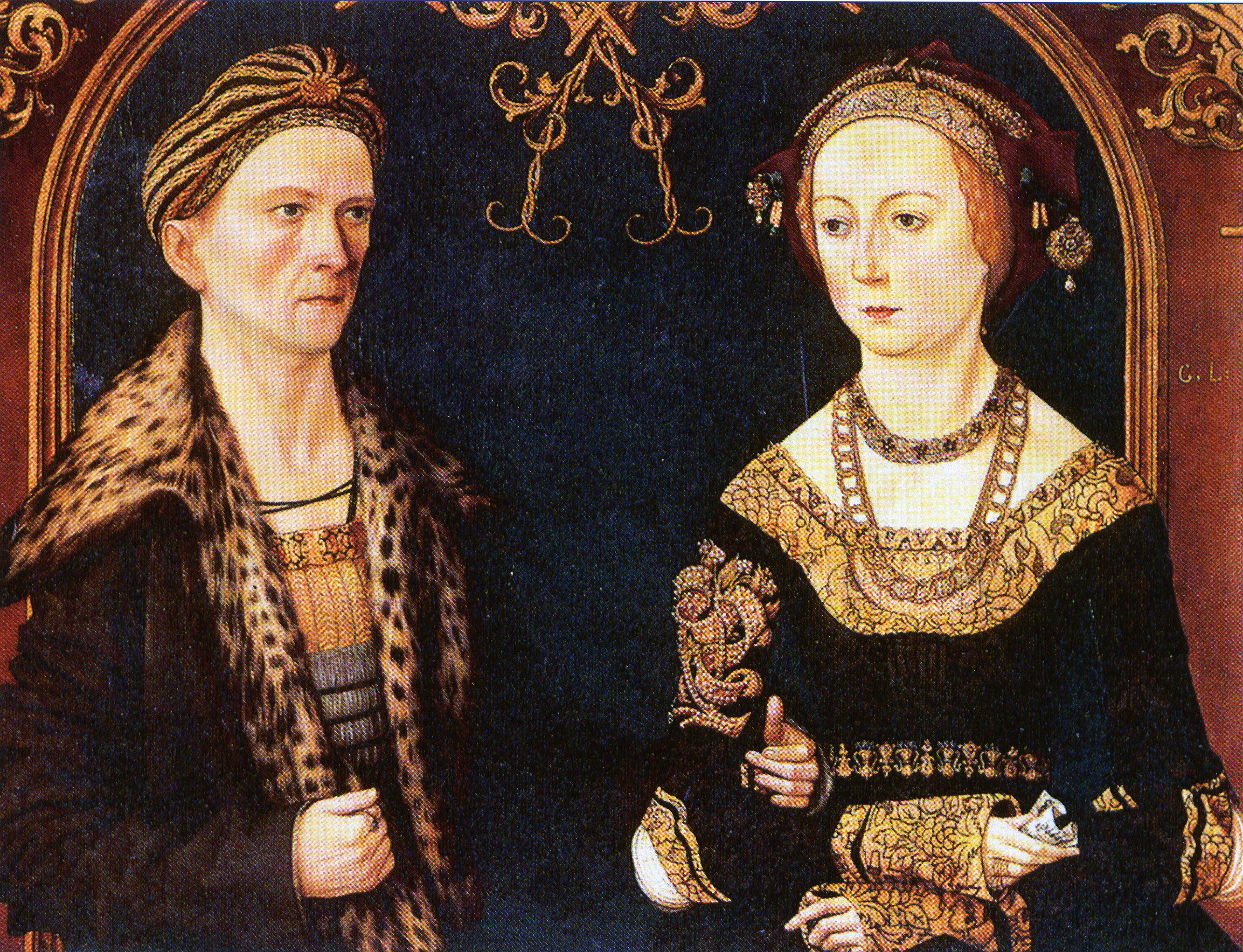
Pintura nupcial de Sibylle Artzt y Jacobo Fúcar

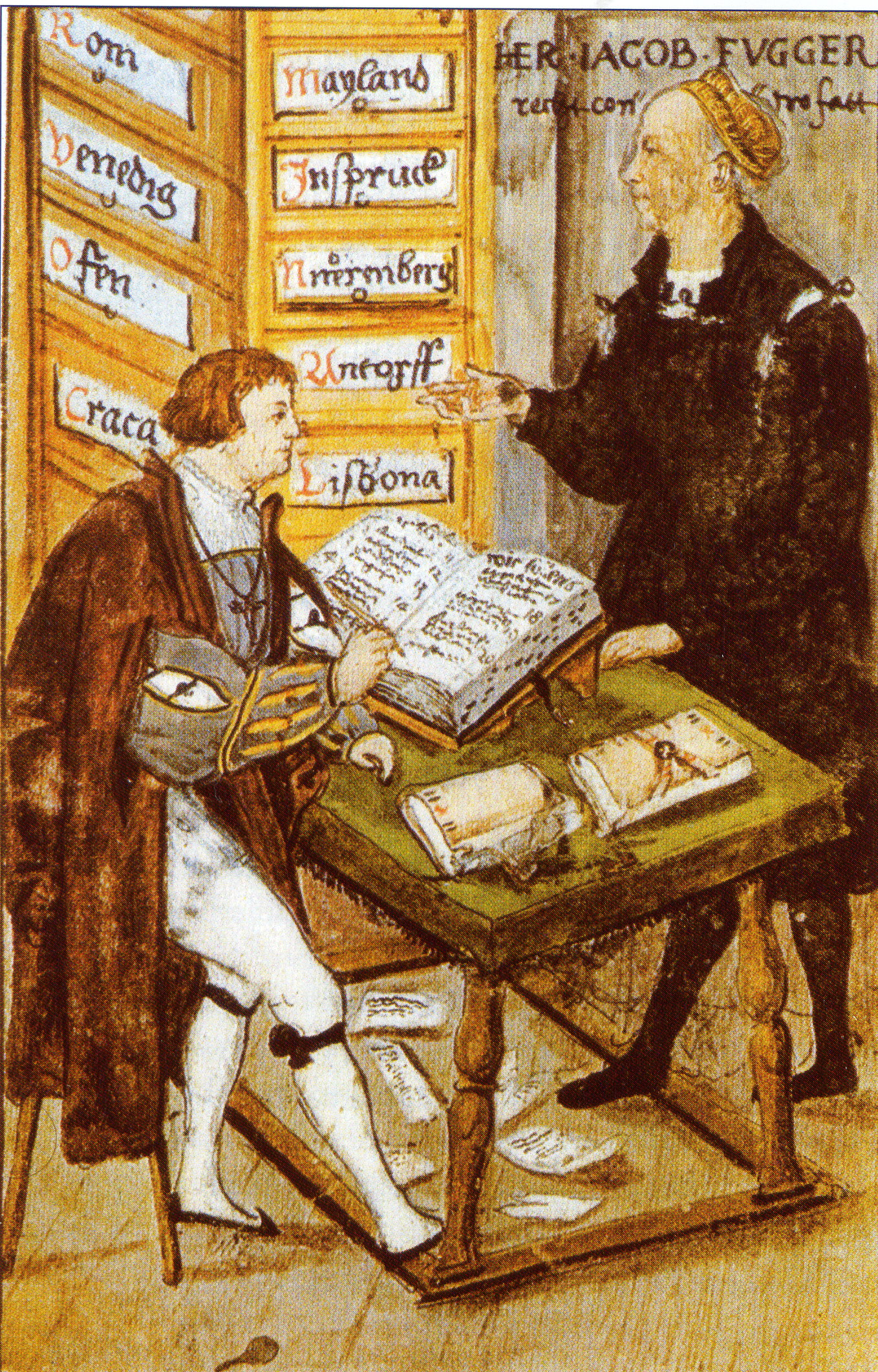
Jacobo Fúcar con su contable principal Matthäus Schwarz en el «despacho de oro».

En 1498 se casó con Sibylle Artzt, hija de un distinguido patricio de Augsburgo. Tras las nupcias la familia recibió un largamente esperado lugar en el consejo de Augsburgo, que hasta entonces se les había denegado, pues los Fúcares sólo llevaban tres generaciones en la ciudad.
Cuatro años después de la boda, Jacobo Fúcar compró para su joven esposa las joyas del tesoro de Borgoña por la enorme cantidad de 40.000 florines. No se sabe si Sibylle fue feliz. Lo que es seguro es que Jacob pasó mucho tiempo en su Kontor y en viajes de negocios y por lo tanto pasó poco tiempo con ella, lo que trató de compensar mediante caros y sofisticados regalos. Sybille no tuvo hijos con él, y siete semanas después de la muerte de Jacob se casó con Konrad Rehlinger.

### Propietario en solitario de la empresa
Aunque los hermanos Fúcar obtenían una cantidad de dinero formidable, ésta no era suficiente para satisfacer las necesidades del Emperador. Los Fúcares actuaban también como banqueros y especialmente como administradores de propiedades. Uno de sus clientes más importantes y provechosos fue Melchor de Meckau, que de 1488 a 1509 fue obispo de Brixen. Sus intereses eran de 100.000 florines en 1479, y a su muerte en Roma habían crecido hasta los 300.000. El impago de esta suma habría significado la bancarrota de los Fúcar. En esta situación se puso de manifiesto la importancia del apoyo político que el Emperador proporcionaba a su prestamista. Cuando Maximiliano I apoyó al papa Julio II en su conflicto con Venecia, fue nombrado heredero del Cardenal Melchor—aunque su herencia se redujo súbitamente a 100.000 florines—, y su herencia pudo ser reclamada y obtenida por los Fúcares.
Ese mismo año (1509) el Emperador requirió una compensación por la ayuda prestada, y Jacobo Fúcar correspondió financiando con 170.000 florines la Guerra de la Liga de Cambrai.
En 1511, tras la muerte de su hermano Ulrich, Jacobo quedó como director en solitario de la empresa Fúcar. El grupo fue renombrado como «Jakob Fugger und Gebrüder Söhne» y hasta su muerte dispuso de todo el capital de la casa.
Ese mismo año fue hecho miembro de la nobleza y en 1514 fue nombrado conde—convirtiéndose así en el primer comerciante que lo lograba—(conde de Kirchberg). Ente sus tierras se contaban Weißenhorn, Buch y Marstetten, así como desde 1514 Biberbach.

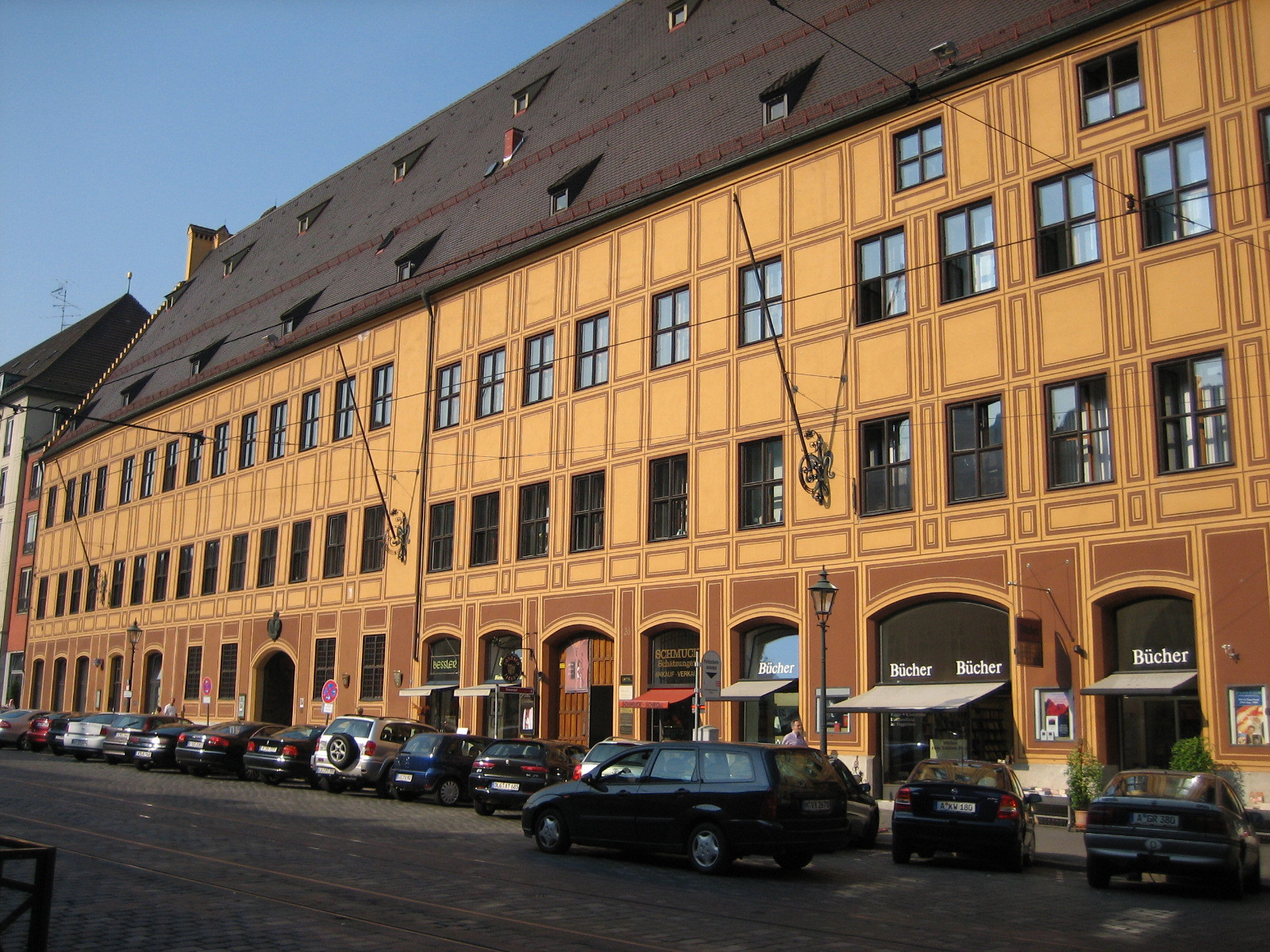
Fachada de la casa de Fúcar.

En Augsburgo hizo construir de 1512 a 1515 la nueva sede de la compañía. La situó en la en aquella época importante calle de comercio «Via Claudia» (la actual Maximilianstraße), junto al mercado de vino de la Fuggerhäuser. La residencia y un almacén los diseñó él mismo y se construyeron a partir de los dibujos que había realizado en sus viajes a Italia. La fachada exterior, una de las más amplias de la calle, era testimonio de la riqueza de Fúcar. En el interior hizo construir cuatro jardines interiores con arcadas, mosaicos, mármol de Toscana y estanques.

### La iglesia como cliente
Tras la muerte del papa Alejandro VI en agosto de 1503, Jacobo Fúcar intensificó su contacto con la Iglesia católica. Financió a su sucesor, Julio II, la soldada de la Guardia Suiza.
Como uno de los principales banqueros de Europa y mediante su estrecho contacto con la Santa Sede consiguió tomar parte también en la venta de indulgencias. Mediante simonía situó en dos arzobispados a Alberto de Brandeburgo adelantándole más de 48.000 en 1515. Para poder pagar la deuda con el Papa por la acumulación de cargos, León X le permitió vender indulgencias quedándose él con la mitad de los beneficios. Los representantes de los Fúcares acompañaban a los predicadores para recibir su parte. Aunque desde el punto de vista económico los beneficios para Fúcar eran insignificantes, pues en los años siguientes contribuyeron a desencadenar la Reforma Protestante. El comportamiento del encomendado a dirigir a los predicadores de indulgencias, el dominico Johann Tetzel, motivó a Martín Lutero a publicar Las 95 tesis. En 1520 Lutero redactó su A la Nobleza Cristiana de la Nación Alemana, en el que atacaba personalmente a Jacobo Fúcar «verdaderamente se le debe poner a Fúcar y a tales compañías una brida en la boca».

### Comercio de ultramar
Tras el descubrimiento de Vasco de Gama en 1498 de una vía marítima hacia la India, que le dio el monopolio del comercio de especias a Portugal, Jacobo Fúcar participó de este lucrativo negocio. Los comerciantes de tendencia conservadora confiaban en la ruta comercial tradicional del Levante mediterráneo que conectaba la Ruta de la seda con Venecia. Jacobo Fúcar, por el contrario, desvió su atención hacia la nueva ruta descubierta y consiguió el 3 de octubre de 1503 un permiso de la Casa de Indias para abrir un puesto comercial en Lisboa para comerciar con especias como la pimienta y otros bienes como perlas y gemas. Apenas dos años más tarde la casa Fúcar financió, junto a otras casas de comercio, el primer viaje a la India. Las tres naves partieron de Lisboa en abril de 1505 y llegaron a la costa ponentina de la India el 13 de septiembre ese año. El viaje terminó en 1506 en Lisboa y aunque el rey de Portugal se quedó con un tercio de la mercancía, reportó una ganancia neta del 175 %.
Como inversión de futuro, participó en la financiación de la expedición de Fernando de Magallanes. El viaje alrededor del mundo y el descubrimiento de la ruta occidental hacia la India prometía acabar con el monopolio portugués sobre las especias, lo que reportaría ganancias aún mayores.

### Hacedor de emperadores

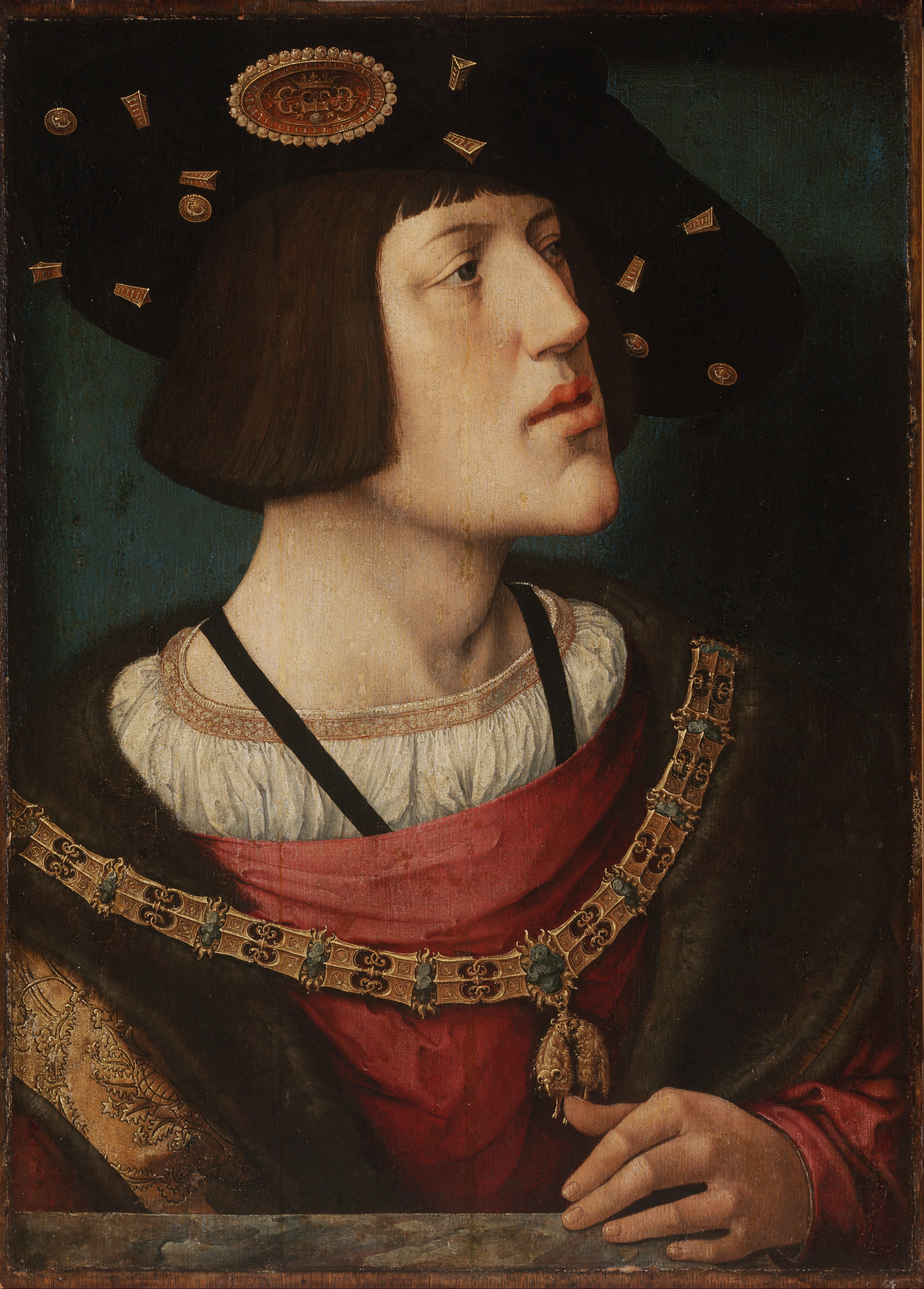
Jacobo Fúcar financió la elección del futuro Carlos V como emperador del Sacro Imperio Romano Germánico.

El Emperador Maximiliano murió en enero de 1519 y le dejó a su nieto y heredero Carlos las tierras de los Habsburgo, la Circunscripción de Borgoña, una disputada opción de sucesión a la corona de emperador y una montaña de deudas con Jacobo Fúcar. Para asegurar políticamente a largo plazo sus inversiones, Fúcar ayudó al pretendiente a la corona en su elección como emperador. La candidatura de Carlos transfirió la suma de 852.000 florines en concepto de sobornos, a los príncipes electores. El candidato contrario, el rey Francisco I de Francia, no pudo decantar la balanza a su favor, pues sólo ofreció 300.000 florines. De la suma total, los Fúcares aportaron casi dos tercios, 544.000 florines, mientras que el resto lo aportaron la familia Welser y la banca italiana. De esta forma, el nuevo emperador, en cuyo reino «nunca se ponía el sol», quedaba profundamente en deuda con los Fúcares.
Las primeras exigencias no se hicieron esperar mucho. En la Dieta de Worms el Emperador saldó una considerable parte de su deuda mediante la asignación de las minas españolas de cobre, sal y oro. Dos años más tarde, cuando la dieta de Núremberg de 1523 discutía las limitaciones de los comerciantes, Jacobo Fúcar le recordó a su emperador su ayuda en la elección: 

Es bien sabido, y puedo hacerlo patente, que V. M. I. no hubiera obtenido sin mi ayuda la Corona del Imperio, lo que puedo probar por medio de los manuscritos de los comisarios de V. M. I., y que no he hecho esto en ventaja mía lo demuestra que de favorecer a Francia en perjuicio de la Casa de Austria, hubiera adquirido grandes bienes y riquezas que se me habían ofrecido. Los perjuicios que habrían resultado de ello para la Casa de Austria quedan bien patentes para la alta inteligencia de V. M. I.
Jacobo Fúcar a Carlos I de España

A causa de la deuda que Carlos tenía con Fúcar, este último se aseguró de que su monopolio no se vería limitado.

## Beneficencia y legado
Su tiempo estuvo marcado por las enormes diferencias entre ricos y pobres. Más del 90 % de la población no tenía apenas dinero, vivía entre calamidades y estaban explotados por los señores. En toda Alemania había revueltas de campesinos y artesanos. Para mejorar la situación social y buscar su salvación, creó el llamado Fuggerei, una zona residencial con viviendas sociales para los pobres de Augsburgo. El alquiler era de un florín renano al año (0.88 € actuales). Además impulsó la creación de la «Fugerkapelle» en la Iglesia de Santa Ana de Agusburgo.

## Herencia y sucesión
Jacobo Fúcar murió el 30 de diciembre de 1525, cuando era uno de los hombres más ricos de Europa. A su muerte, su herencia ascendía a un activo de 3.000.058 florines, un pasivo de 867.797 florines y por lo tanto un capital neto de más de 2.1 millones de florines. La conversión de esta cantidad a valores actuales es, a causa de la adopción del patrón oro en el sistema monetario y los cambios macroeconómicos sólo a duras penas posible. La conversión teniendo en cuenta sólo el precio actual del oro sería de aproximadamente 125 millones de €.
Como no tenía ningún descendiente, la compañía y su patrimonio pasaron a sus sobrinos Raymund y Anton Fugger. Anton Fugger consiguió doblar el capital en 1546, pero bajo su dirección ya empezó el declive de los Fúcares. A su muerte en 1560 su patrimonio era de más de cinco millones de florines, y consistía casi exclusivamente en cuentas por cobrar a Felipe II, que en 1557 declaró la bancarrota de España, con lo que consiguió deshacerse de parte de la deuda que tenía con la familia.